# Свобода, Радослав
Радослав Свобода (чеш. Radoslav Svoboda; 18 декабря 1957, в Брно, Чехословакия) — чехословацкий хоккеист, защитник. В составе сборной Чехословакии серебряный призёр Олимпийских игр 1984 года в Сараево, участник Кубка Канады 1981, чемпион мира 1985 года, двукратный серебряный призёр чемпионатов мира.

## Биография
Радослав Свобода является воспитанником клуба «Комета Брно». Начал свою карьеру в родном клубе в 1974 году, выступая в чехословацкой второй лиге. С 1978 по 1986 год играл за армейскую команду «Дукла Йиглава», в составе которой 4 раза становился чемпионом Чехословакии и 2 раза серебряным призёром чехословацкого чемпионата. В 1987 году уехал за границу, играл в Дании за «Эсбьерг». В первом же сезоне стал чемпионом Дании и был признан лучшим защитником чемпионата Дании. В следующем сезоне стал обладателем кубка Дании. Завершил карьеру в 1994 году, играя за «Мёдлинг» во второй австрийской лиге.
После окончания карьеры стал тренером. Работал в командах «Дукла Йиглава», «Ждяр над Сазавоу», «Велке Мезиржицы», «Пршеров», «Гавличкув Брод», «Врхлаби», «Кутна Гора» и «Бероуншти Медведи».
C 1979 по 1985 год играл за сборную Чехословакии. Становился серебряным призёром Олимпийских игр 1984 года ичемпионатов мира 1982 и 1983 годов. Самым главным успехом в карьере стала золотая медаль чемпионата мира 1985 года, проходившего в Чехословакии.

Участник розыгрыша Кубка Канады 1981 (5 матчей).

12 декабря 2019 года был принят в Зал славы чешского хоккея.

## Достижения
- Чемпион мира 1985
- Серебряный призёр Олимпийских игр 1984
- Серебряный призёр чемпионата мира 1982
- Серебряный призер чемпионата мира и Европы 1983
- Серебряный призер чемпионата Европы 1985
- Бронзовый призер чемпионата Европы 1982
- Чемпион Чехословакии 1982—1985
- Серебряный призёр чемпионата Чехословакии 1980 и 1986
- Чемпион Дании 1988
- Обладатель кубка Дании 1989
- Лучший защитник чемпионата Дании 1988

## Статистика
- Чемпионат Чехословакии — 309 игр, 97 очков (43 шайбы + 54 передачи)
- Сборная Чехословакии — 107 игр, 9 шайб[3]
- Чемпионат Дании — 30 игр, 44 очка (21+23)
- Кубок Шпенглера — 4 игры, 2 шайбы
- Всего за карьеру — 450 игр, 75 шайб

## Семья
Его сын Петр Свобода (род. 20.06.1980 г.) — бывший чешский хоккеист, защитник, выступавший в НХЛ за «Торонто Мэйпл Лифс», чемпион мира среди молодёжи 2000.